# 侯咏
侯咏（1960年9月26日—），陕西西安人，中国电影摄影师、导演、制片人，上海戏剧学院电影电视学院电影系主任。毕业于北京电影学院摄影系。他曾四次荣获中国电影金鸡奖最佳摄影。